# Републикански път III-7306
Републикански път IIІ-7306 е третокласен път, част от Републиканската пътна мрежа на България, преминаващ по територията на Бургаска и Сливенска област. Дължината му е 22,6 km.
Пътят се отклонява надясно при 72,2 km на Републикански път II-73 в центъра на село Лозарево и се насочва на запад през Сунгурларското поле (северната част на Карнобатската котловина). Преминава последователно през село Черница, град Сунгурларе и селата Славянци и Чубра, навлиза в Сливенска област, минава и през село Пъдарево и на 3 km югозападно от него се свързва с Републикански път I-7 при неговия 230,4 km.
| Пътища, отклоняващи се надясно (населено място, № на пътя, посока на пътя) | km   | Пътища, отклоняващи се наляво (посока на пътя, № на пътя, населено място)                        |
| -------------------------------------------------------------------------- | ---- | ------------------------------------------------------------------------------------------------ |
| Община Сунгурларе, Област Бургас, II-73, 72,2 km, с. Лозарево →            | 0,0  | → с. Лозарево, 72,2 km, II-73, Област Бургас, Община Сунгурларе                                  |
| (за с. Есен) общински път, с. Черница ←                                    | 4,3  | → с. Черница, общински път (за 16,6 km на III-705)                                               |
| (от с. Бероново) III-705, 11,8 km, гр. Сунгурларе → гр. Сунгурларе         | 8,6  | → гр. Сунгурларе, 11,8 km, III-705 (до с. Вълчин) → гр. Сунгурларе, общински път (за с. Грозден) |
| с. Славянци                                                                | 12,3 | с. Славянци                                                                                      |
| с. Чубра                                                                   | 14,3 | с. Чубра                                                                                         |
| Община Котел, Област Сливен                                                | 17,5 | Област Сливен, Община Котел                                                                      |
| (за с. Мокрен) общински път, с. Пъдарево ←                                 | 18,9 | с. Пъдарево                                                                                      |
| (от ГКПП Силистра — Калараш) I-7, 230,4 km →                               | 22,6 | → 230,4 km, I-7 (до ГКПП Лесово - Хамзабейли)                                                    |